# Manuel de Benavides y Aragón
Manuel Domingo de Benavides y Aragón, conte di Santisteban, e poi (dal 1739) duca di Santisteban (talvolta italianizzato in Santo Stefano) (Palermo, 16 gennaio 1682 – Madrid, 11 ottobre 1748), è stato un diplomatico e politico spagnolo, maggiordomo maggiore e segretario di stato di re Carlo di Borbone a Napoli dal 1734 al 1738.

## Biografia
Manuel Benavides apparteneva a una delle più antiche famiglie del Regno di Spagna: era infatti figlio cadetto di Francisco de Benavides y Dàvila, IX conte di Santisteban del Puerto (che all'epoca della nascita di Manuel era viceré di Sicilia e che in seguito, dal 1688 al 1696, fu viceré di Napoli) e di Francisca de Aragón y Sandoval. Avviato allo stato ecclesiastico, vi rinunciò dopo aver ottenuto un canonicato a Toledo e un arcidiaconato ad Alcaraz. Alla morte del fratello maggiore divenne marchese di Solera e, dopo la morte del padre (1716), X conte di Santisteban. Manuel de Benavides è stato descritto come un nobile all'antica, sostenuto e alquanto bigotto.
Godette della fiducia di Elisabetta Farnese, seconda moglie di Filippo V di Spagna, la quale desiderava per i propri figli un trono nel Ducato di Parma e Piacenza e nel Granducato di Toscana, stati sui quali la regina vantava diritti e le cui dinastie si stavano estinguendo senza eredi; fu pertanto plenipotenziario di Filippo V di Spagna al Congresso di Cambrai (1720-1725) per sostenere i diritti dell'infante don Carlo sui territori italiani. Il 10 ottobre 1731 fu nominato maggiordomo maggiore dell'infante, di cui era già ayo, accompagnandolo nel dicembre dello stesso anno in Italia per occupare il ducato di Parma e Piacenza, essendo nel frattempo morto Antonio Farnese, ed esercitare una specie di prelazione sul Granducato di Toscana, essendo ancora in vita Gian Gastone, l'ultimo dei Medici. Lo scoppio della guerra di successione polacca (1733), costituì per Carlo di Borbone l'occasione di invadere e conquistare i regni di Napoli e di Sicilia, nel cui governo Santisteban ricoprì fin dall'inizio un ruolo chiave.
Il nuovo regno non fu inizialmente autonomo da Madrid, sia perché la guerra di successione polacca con l'Austria era ancora in corso, sia perché mancava il riconoscimento della Santa Sede di cui il regno napoletano era formalmente vassallo; i ministri del nuovo regno furono pertanto due spagnoli: il Santisteban, nominato maggiordomo maggiore, e José Joaquín de Montealegre, marchese di Salas, nominato segretario di stato. Il vero artefice della politica napoletana fu tuttavia proprio il Santisteban, grazie all'ascendente che aveva sul re e alla posizione egemonica ricoperta all'interno del Consiglio di Stato, l'organo creato da Carlo quando era ancora duca di Parma. Il controllo del Santisteban sui ministri era attento: il Montealegre si occupava degli esteri, Giovanni Brancaccio delle finanze, Gaetano Brancone degli affari ecclesiastici e Bernardo Tanucci della giustizia. La supremazia del Santisteban ebbe termine nel 1738 per una congiura di corte degli aristocratici vicini alla regina Maria Amalia e contrari alle posizioni assunte dal Santisteban in campo ecclesiastico. Tanucci commentò: «Colla partenza di Santo Stefano, è finito il periodo eroico di questa Corte». Lo sostituì formalmente come Maggiordomo maggiore del re Gaetano I Boncompagni Ludovisi (1706-1777); ma la carica di Maggiordomo maggiore di fatto non ebbe più significato e le redini dell'amministrazione statale passarono al segretario di stato, il Montealegre.
Manuel de Benavides fece ritorno in Spagna (24 agosto 1738). L'anno successivo Filippo V lo creò duca di Santisteban del Puerto. Dopo la morte di Filippo V, il successore Ferdinando VI lo chiamò a far parte del consiglio segreto.